# Strogi klasični slog
Strogi slog ali zgodnji klasični slog je prevladoval v grškem kiparstvu v obdobju okoli 490 do 450 pr. n. št. Označuje konec kanoničnih oblik arhaične umetnosti in prehod na precej širši kiparski besednjak na poti proti klasičnemu izražanju poznega 5. stoletja. To je bil mednarodni slog, ki ga najdemo v številnih mestih v grškem svetu in v različnih tehnikah, kot so: bronaste skulpture, stele in arhitekturni relief. Najboljši primeri tega sloga so na metopah Zevsovega templja v Olimpiji.
Izraz "strogi slog" je najprej skoval Gustav Kramer v svoji Über den styl und die Herkunft der bemahlten griechischen Thongefäße (O slogu in izvoru poslikane grške keramike, 1837, Berlin) v povezavi s prvo generacijo slikarjev rdečefiguralne keramike; ime je po študiji Vagna Poulsena iz leta 1937 Der strenge stil (Strogi slog) postalo povezano izključno s kiparstvom.

## Datacija in kronologija
Za strogi slog ni trdne kronologije, datiranje kipov v začetek 5. stoletja pr. n. št. je približno, njegov začetek naj bi bil med 525 in 480 pr. n. št.  Edina izjema od tega splošnega pravila negotovosti je kiparska skupina Harmodij in Aristogejton, nadomestek za bron, ki ga je leta 514 ustvaril Antenor v spomin na morilca tirana Hiparha, ki sta izklesala Kritij in Neziot ter po napisu datira v leto 477/6 pr. n. št. To  delo je zdaj znano samo po  rimskih kopijah, ohranja položaj telesa in obrazne značilnosti, znane iz arhaične umetnosti, ter jih združuje z novim obravnavanjem različnih stališč, občutkom mase in anatomskim opazovanjem, ki ga ločuje kot eno od več atenskih prehodnih del. Drugi je Kritijev deček, okoli 480 pr. n. št. , katerega porazdelitev teže na eno nogo, spuščen desni kolk in nagib glave in ramena presega držo poznoarhaičnega kurosa in pomeni korak naprej k večjemu naturalizmu in individualizaciji klasike, kot pravi arheolog B. S. Ridgway: ni več tip, temveč predmet.

## Splošne značilnosti
Posledice vojne in Solonovi zakoni proti razkošju so zagotovili, da je bilo v Atenah v prvi polovici 5. stoletja narejenih zelo malo kipov, zato moramo poiskati druge kraje, da bi sledili razvoju strogega sloga. Splošne značilnosti obdobja lahko opazujemo na največji mojstrovini, Zevsovem templju v Olimpiji, pripisani mojstru iz Olimpije. Tu najdemo preprostost oblik, zlasti pri obleki, in malo okrasja, občutek težnosti telesa in tudi tkanine peplosa. Dejansko je v tej dobi premik, namesto dorskega hitona uporabljajo jonski peplos, katerega nepravilna razvrstitev in gube bolje izražajo obrise spodnjega telesa. Na pedimentu  templja lahko vidimo tudi rahlo šobo, značilno za ta čas, ko je zgornja ustnica malo nad spodnjo, in polnost proti vekam, kar presenetljivo odstopa od nespremenljivega arhaičnega nasmeha 6. stoletja, in nakazuje morda vznesenost, ki je  značilna tudi v govoru. Na metopah so opazni še dodatni poskusi izražanja čustev pri prizorih Heraklejevih del, čemur poznejša klasična umetnost ne sledi.
Brunilde S. Ridgway prepoznava te lastnosti, ki bi lahko opredelile slog:
- preprostost ali resnost oblik, vidna pri obraznih značilnostih in tudi obdelavi draperije;
- težnost lastnosti v odprtem nasprotju z lažjimi značilnostmi arhaične skulpture;
- občutek za tektoniko človeškega telesa, ki je pri vsakem posamezniku sestavljeno iz osnovnih strukturnih delov, v nasprotju s pomanjkanjem izražanja in poudarkom na obrisih arhaičnih kipov. Na človeškem obrazu še posebej veke pridobijo količino, ki se pogosto pojavlja kot debel okvir okoli očesa in brada postane še posebej težka;
- tkanina je videti težja in mlahava.

Strogo obdobje dolguje svoje ime najočitnejšim lastnostim. V nasprotju z dekorativnim načinom arhaičnih kiparjev, ki so množili podrobnosti in razdelili v različne vzorce osnovno enotnost posameznih oblačil, so umetniki strogega sloga nadaljevali, kot da bi se s postopkom izločanja osredotočili na nekaj ohranjenih delov. S tega vidika izraz strog opisuje slog natančneje kot izraza prehodni ali zgodnjeklasični, ki poudarjata kontinuiteto in ne razliko.
1. Sprememba draperije, ki je jasno vidna v dveh oblikah: (a) premik z dorske na jonsko modo; (b) sprememba obdelave gube, končni učinek spominja na valovito železo.
2. Sprememba vsebine. En vidik je večja opredelitev oseb. Kurosov tip se zdaj močno razlikuje v Apolonu ali človeškem bitju, razlika pa ne temelji več na lastnostih kipa. Apolon je prepoznaven ne le po veličastju ali etosu (ena od tistih nematerialnih prvin v grški umetnosti, ki jih je težko natančno določiti, toda s tem je treba nujno računati), a predvsem zato, ker ima zdaj dolge lase, medtem ko ima sodoben športnik kratke.
3. Zanimanje za čustva. Opredelitev oseb z možnostjo za pripovedovanje očitno spremlja zanimanje za način izražanja. Območje se giblje od tihega razmišljanja do napovedi, ki vzbuja skrb, do fizične stiske in konča z nenadzorovanim mišičnim izkrivljanjem smrti.
4. Zanimanje za gibanje. Čustva in fizična stiska so običajno odvisni od vrste ali delovanja. Opredelitev oseb je pripeljala do pripovedi. Tako se lastnosti 3 in 4 združijo ter nastanejo "kipi v gibanju". Ta značilnost ni povsem odvisna od povpraševanja po atletskih kipih, niti jih ni mogoče šteti za popolno inovacijo v strogem obdobju, saj so se figure v akciji pojavile že v arhaični fazi.
5. Prevladujoča uporaba brona. [4]

## Posamezni mojstri
Od strogih umetnikov, katerih imena so prišla do nas, so poleg že omenjenega Kritija in Neziota tudi Pitagora, Kalamis in še posebej Miron. Slednji, rojen v Elevterah, je bil pozni predstavnik sloga, dejaven med letoma 450 in 440, ter avtor dveh prepoznavnih skulptur, ki sta ohranjeni kot kopiji:  Metalec diska (Diskobolus) in skupina Atena in Marsias. Obe sta navidezno izvirni v kompoziciji, zajemata več glavnih značilnosti sloga z občutkom dramatičnega trenutka, njegovega ritma in ravnovesja mase ter utelešenja občutka z vsebinsko bogato kretnjo.
Zakaj je ta realistična usmeritev nastala v začetku 5. stoletja grške umetnosti, so ugibali mnogi. Renate Thomas povzema nasprotujoča si mnenja: "Pomembnost poznega arhaičnega obdobja ostaja nejasna. Ali je to že odziv na prebujanje občutka osebne vrednosti, ki se bo torej v strogem slogu zadržala s samodisciplino ali pa se je od zadnjega arhaičnega obdobja razvil nov in svobodnejši duh, ki pa postane jasno viden samo v strogem ali celo v klasičnem slogu (G. v. Lucken, E. Langlotz, B. Schweitzer). Ali je "odkritje uma" v 6. stoletju ustvarilo dva različna učinka (Schachermeyr), od katerih eden ustvarja nove zbirke zakonov z refleksijo na tradicionalne norme? Ali pa samo močna svoboda gibanja v figurativni umetnosti poznega arhaičnega obdobja, samozavestno priznanje osebne individualnosti, ki se vrnejo k spremembi v 6. stoletju, medtem ko so vzroki "prečiščenega sveta oblik" strogega sloga drugi?" 

## Nekatera dela
| - Kritijev deček okoli 490–80 (Atene, 3938) - Svetlolasa kurosova glava iz Akropole okoli 480 (Atene, 689) - Evtidikova Kora - Pediment Afajinega templja, Ajgina - metope templja E v Selinuntu - Dodonin Zevs - Voznik voza z otoka Mozia - Guistinianijeva Hestija - Bronasta glava, okoli 460 (Atene, 6590) - Bronasti atlet, okoli 470 (zbirka v Mount Holyoku, BOI. I. 1926) - Bronasti atlet drži žogo, okoli 460 (Berlin, 8089) | - Lemnijska Atena - Žalujoča Atena - Zevs in Ganimed - Diskobolos - Giustinianijeva Atena - Delfski voznik bojnega voza - Boginje iz Taranta - Glava Atene iz Ajgine, okoli 460–50 (Pariz, 3109) - Leonidas, okoli 475 (Atene, 3613) - Bronasti Pozejdon iz Krevzide, okoli 460 (Atene, 11761) - Bronasta glava iz Porticella, okoli 450 (Narodni muzej v Magni Grecii) | - Harmodij in Aristogejton, ubijalca tiranov - Pozejdon z rta Artemizij - Atena in Marsias, - metope in pedimenti Zevsovega templja, Olimpija, pripisana olimpskemu mojstru - Choiseul-Gouffierjev Apolon - Bronasta bojevnika |